# Coffea liberica
Coffea liberica és una espècie de planta amb flors del gènere Coffea dins la família de les rubiàcies (Rubiaceae). És nativa de l'oest de l'Àfrica tropcial, fins a Uganda vers l'est i vers el nord d'Angola vers el sud.

## Descripció
Són arbusts grans o petits arbres que poden atènyer entre 6 i 15 metres d'altura. Les fulles són glabres i peciolades, entre el·líptiques i obovades. Les flors tenen la corol·la blanca i amb forma d'embut, amb un tub d'entre 4 i 13 mm i entre 6 i 8 lòbuls d'entre 8 i 16 mm. Les flors s'agrupen en inflorescències cimoses axil·lars, d'una a 3 inflorescències per axil·la, i de 2 a 10 flors per cima. El fruit és una drupa el·lipsoide glabra, podent atènyer una mida màxima de 19x17 mm.

## Taxonomia
Aquesta espècie va ser publicada per primer cop l'any 1874 al número 97 de la revista A Retail list of new beatiful & rare plants pel botànic anglès William Bull (1828–1902). Posteriorment va ser tornada a publicar l'any 1876, pel també botànic anglès William Philip Hiern (1839-1925), a la revista Transactions of the Linnean Society of London amb una descripció botànica, tot reconeixent que la primera publicació havia estat feta per Bull.

### Infraespecífics
Dins d'aquesta espècie es reconeixen els 3 infraespecífics següents :
- Coffea liberica f. bwambensis Bridson
- Coffea liberica var. dewevrei (De Wild. & T.Durand) Lebrun
- Coffea liberica var. liberica

### Sinònims
Els següents noms científics són sinònims de Coffea liberica var. dewevrei:
- Sinònims homotípics

- Coffea dewevrei De Wild. & T.Durand

- Sinònims heterotípics

- Coffea arnoldiana De Wild.
- Coffea aruwimiensis De Wild.
- Coffea dewevrei var. aruwimiensis (De Wild.) A.Chev.
- Coffea dewevrei var. dybowskii (Pierre ex De Wild.) A.Chev.
- Coffea dewevrei var. excelsa (A.Chev.) A.Chev.
- Coffea dewevrei var. ituriensis A.Chev.
- Coffea dewevrei var. neoarnoldiana (A.Chev.) A.Chev.
- Coffea dewevrei var. sylvatica (A.Chev.) A.Chev.
- Coffea dewevrei var. zenkeri (De Wild. ex A.Chev.) A.Chev.
- Coffea dybowskii H.C.Hall
- Coffea dybowskii Pierre ex De Wild.
- Coffea excelsa A.Chev.
- Coffea neoarnoldiana A.Chev.
- Coffea royauxii De Wild.
- Coffea sylvatica A.Chev.
- Coffea zenkeri De Wild. ex A.Chev.

Els següents noms científics són sinònims heterotípics de Coffea liberica var. liberica:
- Coffea abeokutae Cramer
- Coffea abeokutae var. camerunensis A.Chev.
- Coffea abeokutae var. indeniensis (Siebert) A.Chev.
- Coffea abeokutae var. longicarpa Portères
- Coffea abeokutae var. macrocarpa A.Chev.
- Coffea abeokutae var. microcarpa A.Chev.
- Coffea abeokutae var. sphaerocarpa Portères
- Coffea excelsoidea Portères ex A.Chev.
- Coffea klainii Pierre ex De Wild.
- Coffea liberica var. aurantiaca A.Chev.
- Coffea liberica var. gossweileri A.Chev.
- Coffea liberica var. grandifolia A.Chev.
- Coffea liberica var. indeniensis E.Siebert
- Coffea liberica var. ivorensis E.Siebert
- Coffea liberica var. liberiensis E.Siebert
- Coffea liberica var. pyriformis Fauchère
- Coffea oyemensis A.Chev.

## Cultiu i ús
Creix fins a 9 metres d'alt, produeix fruits més grossos que les de l'espècie Coffea arabica. Aquesta espècie va ser portada a Indonèsia per tal de substituir les plantes de Coffea arabica que moriren per l'atac de fongs a finals del segle xix. El gust del cafè liberica s'assembla més al de l'espècie Coffea canephora (Cafè del Congo o cafè robusta). Encara es cultiva a Java actualment.
És un conreu important a les Filipines. El poble de Lipa (actualment Lipa City) va arribar a ser el major productor de Coffea arabica durant la dècada de 1880 però la producció s'enfonsà quan el fong Hemileia vastatrix hi va arribar durant la dècada de 1890, matant gairebé totes les plantacions de cafè arabica. Actualment les províncies de Batangas i Cavite de les Filipines produeixen varietats de Liberica conegudes com a Kape Barako.